# Neoelmis caesa
Neoelmis caesa är en skalbaggsart som först beskrevs av Leconte 1874.  Neoelmis caesa ingår i släktet Neoelmis och familjen bäckbaggar. Inga underarter finns listade i Catalogue of Life.